# Дзенга, Вальтер
Вальтер Дзенга (итал. Walter Zenga; род. 28 апреля 1960, Милан) — итальянский футболист и тренер. Один из лучших вратарей в истории мирового футбола. По опросу МФФИИС занимает 20-е место среди лучших вратарей XX века.
Трижды признавался лучшим вратарём года по версии МФФИИС (1989—1991). В 1990 году был признан УЕФА лучшим голкипером Европы и ФИФА лучшим голкипером чемпионата мира, на котором установил рекордную серию без пропущенных мячей.
Приз МФФИИС (сувенирный мяч, стоимостью 160 млрд лир, украшенный бриллиантами) Дзенга продал на аукционе, а вырученные деньги отдал на благотворительность.
Кавалер ордена за заслуги перед Итальянской Республикой.

## Биография
Вальтер Дзенга родился 28 апреля 1960 года в Милане от отца Альфонсо и матери Марии.
Дзенга начал играть в футбол в молодёжной команде «Макаллесе», а в возрасте 10-ти лет Дзенга перешёл в «Интер Милан», приглашённый Гальбьяти, наставником юношеской команды. Здесь он часто выступал, тренируя в себе выдержку и стойкость, а иногда подавал мячи на матчах большого «Интера», наблюдая игру своего кумира Ивано Бордона. Однако дебютировал Дзенга не в «Интере», а в клубе Серии С1 «Салернитана» в 1978 году, в который перешёл на правах аренды. Там он провёл лишь 3 матча, один из которых был проигран «Салернитаной», из-за ошибки Дзенги, клубу «Кампобассо». Затем Дзенга играл в клубе Серии С2 «Савона» и С1 «Самбенедеттезе», которой он помог выйти в Серию В.
В 1982 году Дзенга вернулся в «Интер», благодаря директору Маццоле и президенту клуба Фраиццоли. Дзенга дебютировал в команде, сыграв 5 матчей в Кубке Италии, а 11 сентября 1983 года он впервые сыграл в Серии А, в матче против клуба «Сампдория». После этого Дзенга стал бессменным вратарём клуба и выступал за «Интер» на протяжении 12 лет, выиграв с командой Суперкубок Италии и Кубок УЕФА в 1990 и 1994 году, а также чемпионат Италии в 1989 году. В 1994 году Дзенга ушёл из «Интера», проиграв борьбу за место в воротах молодому Джанлуке Пальюке.
Во время выступлений за «Интер» Дзенга играл в составе сборной Италии, дебютировав в национальной команде 8 октября 1986 года в товарищеской игре со сборной Греции, а до этого выступал за молодёжную сборную, в частности, был с командой на Олимпиаде 1984 года в Лос-Анджелесе, на которой провёл одну игру против сборной Коста-Рики. Любопытно, что на свой первый чемпионат мира, в 1986 году, Дзенга поехал третьим вратарём, даже не сыграв за сборную ни одного матча. Но уже в следующих турнирах, на чемпионате Европы в 1988 году и на домашнем чемпионате мира в 1990 году Вальтер являлся игроком стартового состава сборной. На первенстве мира Дзенга установил рекорд «сухой» серии для мундиалей — 518 минут и 5 матчей. Всего серия Дзенги длилась 981 минуту, с 14 октября 1989 года по 3 июля 1990 года. Последний матч за сборную Дзенга провёл 4 июня 1992 года против Ирландии, оставив свои ворота в неприкосновенности, а всего за «Скуадру Адзурру» Дзенга провёл 58 матчей.
Покинув «Интер», Дзенга перешёл в «Сампдорию», затем выступал за «Падову», а завершил карьеру в американском клубе MLS «Нью-Инглэнд Революшн», во время выступлений за который Дзенга успел поиграть в телесериале со своей подругой, а также поработать в клубе играющим тренером.
После выступлений в США Дзенга вернулся в Европу, поработав с полулюбительским клубом «Брера», а затем уехал в Румынию, где тренировал сначала «Национал», которую вывел из аутсайдера высшего дивизиона чемпионата Румынии на 8-е место в первенстве и в финал Кубка Румынии, а затем с клубом «Стяуа», с которым победил в чемпионате. Прославился в Румынии итальянец и на другом поприще, завязав роман с 22-летней теннисисткой Ралукой Санду, дочерью президента румынской Федерации футбола Мирчи Санду, сразу забыв бывшую подругу, модель Оару Борселли.
В 2005 году Дзенга перешёл в сербский клуб «Црвена звезда», с которым выиграл национальное первенство и кубок страны. В июле 2006 года Дзенга возглавил клуб «Газиантепспор», которым он руководил лишь на протяжении 17 игр, из которых турецкий клуб 7 проиграл, а 5 свёл вничью. Но не неудачные результаты стали причиной ухода Дзенги, а выгодное предложение клуба из ОАЭ «Аль-Айн», к которому Дзенга присоединился в январе 2007 года. Однако спустя 5 месяцев итальянец был уволен из-за неудачных результатов команды, высшим из которых был выход в финал Кубка Президента.
В сентябре 2007 года Дзенга вернулся в Румынию. Здесь он возглавил столичный клуб «Динамо», но уже в ноябре был уволен из-за критики наставника со стороны болельщиков клуба за слишком оборонительную тактику игры команды и за поражение со счётом 0:1 от основного соперника, «Стяуа». После этого Дзенга уехал на родину и работал комментатором на телеканале RAI. 1 апреля 2008 года Дзенга был назначен тренером клуба «Катания», который 6 апреля в первом матче под руководством Вальтера разгромил «Наполи» со счётом 3:0. По окончании сезона Дзенга выполнил стоявшую перед ним задачу сохранить «прописку» в Серии А, и контракт с ним был продлён, но перед последним туром сезона 2008/09 Дзенга объявил, что покидает пост тренера «Катании». В июне 2009 года Дзенга возглавил клуб «Палермо», где проработал менее года. Под его руководством «Палермо» провёл 14 матчей. Из «Палермо» Дзенга был уволен 23 ноября 2009 года после ничьей 1:1 с его бывшей командой, «Катанией», и неудачного начала сезона, когда команда набрала лишь 17 очков в 13-ти сыгранных матчах.
В конце декабря 2009 года Дзенга рассматривался как потенциальный тренер румынского клуба «Униря». Однако 11 мая 2010 года Вальтер стал тренером клуба «Аль-Наср» из Эр-Рияда. 24 декабря того же года Вальтер был уволен со своего поста.
6 января 2011 года Дзенга стал тренером «Аль-Насра», но из Дубая.
11 июня 2015 года Дзенга был назначен главным тренером клуба «Сампдория». Контракт подписан на год. 10 ноября 2015 года Дзенга был уволен.
8 декабря 2017 года назначен главным тренером «Кротоне». Контракт подписан до 30 июня 2018 года.
23 мая 2018 года через свою страничку в Instagram объявил о расставании с «Кротоне».
12 октября 2018 года назначен главным тренером клуба Серии B «Венеция». 5 марта 2019 года, через 2 дня после поражения «Венеции» в гостевом матче 27-го тура Серии B 2018/19 от «Вероны» (0:1), отправлен в отставку.
3 марта 2020 года назначен главным тренером «Кальяри». Контракт подписан до 30 июня 2021 года. 2 августа 2020 года «Кальяри» объявил о прекращении договора с Дзенгой.

## Достижения

### В качестве игрока
«Интернационале»
- Чемпион Италии: 1988/89
- Обладатель Суперкубка Италии: 1989
- Обладатель Кубка УЕФА (2): 1990/91, 1993/94

### В качестве тренера
«Стяуа»
- Чемпион Румынии: 2004/05

«Црвена звезда»
- Чемпион Сербии и Черногории: 2005/06
- Обладатель Кубка Сербии и Черногории: 2005/06

### Личные
- Лучший вратарь мира по версии МФФИИС: 1989, 1990, 1991
- Футболист года в Италии по версии Guerin Sportivo: 1987
- Лучший голкипер чемпионата мира: 1990
- Лучший вратарь Европы по версии УЕФА: 1990
- Игрок месяца MLS: сентябрь 1997
- Кавалер ордена «За заслуги перед Итальянской Республикой» (1991)
- Включён в зал славы клуба «Интернационале»[21]

## Статистика
| Матчи и пропущенные голы Вальтера Дзенги за сборную Италии | Матчи и пропущенные голы Вальтера Дзенги за сборную Италии | Матчи и пропущенные голы Вальтера Дзенги за сборную Италии | Матчи и пропущенные голы Вальтера Дзенги за сборную Италии | Матчи и пропущенные голы Вальтера Дзенги за сборную Италии | Матчи и пропущенные голы Вальтера Дзенги за сборную Италии | Матчи и пропущенные голы Вальтера Дзенги за сборную Италии |
| №                                                          | Дата                                                       | Место проведения                                           | Оппонент                                                   | Счёт                                                       | Пропущенные голы                                           | Турнир                                                     |
| ---------------------------------------------------------- | ---------------------------------------------------------- | ---------------------------------------------------------- | ---------------------------------------------------------- | ---------------------------------------------------------- | ---------------------------------------------------------- | ---------------------------------------------------------- |
| 1                                                          | 8 октября 1986                                             | Болонья                                                    | Греция                                                     | 2:0                                                        | -                                                          | Товарищеский матч                                          |
| 2                                                          | 15 ноября 1986                                             | Милан                                                      | Швейцария                                                  | 3:2                                                        | 2                                                          | Отборочный матч к ЧЕ 1988                                  |
| 3                                                          | 6 декабря 1986                                             | Та'Кали                                                    | Мальта                                                     | 2:0                                                        | -                                                          | Отборочный матч к ЧЕ 1988                                  |
| 4                                                          | 24 января 1987                                             | Бергамо                                                    | Мальта                                                     | 5:0                                                        | -                                                          | Отборочный матч к ЧЕ 1988                                  |
| 5                                                          | 14 февраля 1987                                            | Лиссабон                                                   | Португалия                                                 | 1:0                                                        | -                                                          | Отборочный матч к ЧЕ 1988                                  |
| 6                                                          | 18 апреля 1987                                             | Кёльн                                                      | ФРГ                                                        | 0:0                                                        | -                                                          | Товарищеский матч                                          |
| 7                                                          | 28 мая 1987                                                | Осло                                                       | Норвегия                                                   | 0:0                                                        | -                                                          | Товарищеский матч                                          |
| 8                                                          | 3 июня 1987                                                | Стокгольм                                                  | Швеция                                                     | 0:1                                                        | 1                                                          | Отборочный матч к ЧЕ 1988                                  |
| 9                                                          | 10 июня 1987                                               | Цюрих                                                      | Аргентина                                                  | 3:1                                                        | -                                                          | Товарищеский матч                                          |
| 10                                                         | 23 сентября 1987                                           | Пиза                                                       | Югославия                                                  | 1:0                                                        | -                                                          | Товарищеский матч                                          |
| 11                                                         | 17 октября 1987                                            | Берн                                                       | Швейцария                                                  | 0:0                                                        | -                                                          | Отборочный матч к ЧЕ 1988                                  |
| 12                                                         | 14 ноября 1987                                             | Неаполь                                                    | Швеция                                                     | 2:1                                                        | 1                                                          | Отборочный матч к ЧЕ 1988                                  |
| 13                                                         | 5 декабря 1987                                             | Милан                                                      | Португалия                                                 | 3:0                                                        | -                                                          | Отборочный матч к ЧЕ 1988                                  |
| 14                                                         | 20 февраля 1988                                            | Бари                                                       | СССР                                                       | 4:1                                                        | 1                                                          | Товарищеский матч                                          |
| 15                                                         | 31 марта 1988                                              | Сплит                                                      | Югославия                                                  | 1:1                                                        | 1                                                          | Товарищеский матч                                          |
| 16                                                         | 27 апреля 1988                                             | Люксембург                                                 | Люксембург                                                 | 3:0                                                        | -                                                          | Товарищеский матч                                          |
| 17                                                         | 4 июня 1988                                                | Брешиа                                                     | Уэльс                                                      | 0:1                                                        | 1                                                          | Товарищеский матч                                          |
| 18                                                         | 10 июня 1988                                               | Дюссельдорф                                                | ФРГ                                                        | 1:1                                                        | 1                                                          | Чемпионат Европы 1988                                      |
| 19                                                         | 14 июня 1988                                               | Франкфурт-на-Майне                                         | Испания                                                    | 1:0                                                        | -                                                          | Чемпионат Европы 1988                                      |
| 20                                                         | 17 июня 1988                                               | Кёльн                                                      | Дания                                                      | 2:0                                                        | -                                                          | Чемпионат Европы 1988                                      |
| 21                                                         | 22 июня 1988                                               | Штутгарт                                                   | СССР                                                       | 0:2                                                        | 2                                                          | Чемпионат Европы 1988                                      |
| 22                                                         | 19 октября 1988                                            | Пескара                                                    | Норвегия                                                   | 2:1                                                        | 1                                                          | Товарищеский матч                                          |
| 23                                                         | 22 декабря 1988                                            | Перуджа                                                    | Шотландия                                                  | 2:0                                                        | -                                                          | Товарищеский матч                                          |
| 24                                                         | 22 февраля 1989                                            | Пиза                                                       | Дания                                                      | 1:0                                                        | -                                                          | Товарищеский матч                                          |
| 25                                                         | 25 марта 1989                                              | Вена                                                       | Австрия                                                    | 1:0                                                        | -                                                          | Товарищеский матч                                          |
| 26                                                         | 29 марта 1989                                              | Сибиу                                                      | Румыния                                                    | 0:1                                                        | 1                                                          | Товарищеский матч                                          |
| 27                                                         | 22 апреля 1989                                             | Верона                                                     | Уругвай                                                    | 1:1                                                        | -                                                          | Товарищеский матч                                          |
| 28                                                         | 26 апреля 1989                                             | Таранто                                                    | Венгрия                                                    | 4:0                                                        | -                                                          | Товарищеский матч                                          |
| 29                                                         | 20 сентября 1989                                           | Чезена                                                     | Болгария                                                   | 4:0                                                        | -                                                          | Товарищеский матч                                          |
| 30                                                         | 14 октября 1989                                            | Болонья                                                    | Бразилия                                                   | 0:1                                                        | 1                                                          | Товарищеский матч                                          |
| 31                                                         | 11 ноября 1989                                             | Виченца                                                    | Алжир                                                      | 1:0                                                        | -                                                          | Товарищеский матч                                          |
| 32                                                         | 15 ноября 1989                                             | Лондон                                                     | Англия                                                     | 0:0                                                        | -                                                          | Товарищеский матч                                          |
| 33                                                         | 21 декабря 1989                                            | Кальяри                                                    | Аргентина                                                  | 0:0                                                        | -                                                          | Товарищеский матч                                          |
| 34                                                         | 21 февраля 1990                                            | Роттердам                                                  | Нидерланды                                                 | 0:0                                                        | -                                                          | Товарищеский матч                                          |
| 35                                                         | 31 марта 1990                                              | Базель                                                     | Швейцария                                                  | 1:0                                                        | -                                                          | Товарищеский матч                                          |
| 36                                                         | 9 июня 1990                                                | Рим                                                        | Австрия                                                    | 1:0                                                        | -                                                          | Чемпионат мира 1990                                        |
| 37                                                         | 14 июня 1990                                               | Рим                                                        | США                                                        | 1:0                                                        | -                                                          | Чемпионат мира 1990                                        |
| 38                                                         | 19 июня 1990                                               | Рим                                                        | Чехословакия                                               | 2:0                                                        | -                                                          | Чемпионат мира 1990                                        |
| 39                                                         | 25 июня 1990                                               | Рим                                                        | Уругвай                                                    | 2:0                                                        | -                                                          | Чемпионат мира 1990                                        |
| 40                                                         | 30 июня 1990                                               | Рим                                                        | Ирландия                                                   | 1:0                                                        | -                                                          | Чемпионат мира 1990                                        |
| 41                                                         | 3 июля 1990                                                | Неаполь                                                    | Аргентина                                                  | 1:1                                                        | 1                                                          | Чемпионат мира 1990                                        |
| 42                                                         | 7 июля 1990                                                | Бари                                                       | Англия                                                     | 2:1                                                        | 1                                                          | Чемпионат мира 1990                                        |
| 43                                                         | 26 сентября 1990                                           | Палермо                                                    | Нидерланды                                                 | 1:0                                                        | -                                                          | Товарищеский матч                                          |
| 44                                                         | 17 октября 1990                                            | Будапешт                                                   | Венгрия                                                    | 1:1                                                        | 1                                                          | Отборочный матч к ЧЕ 1992                                  |
| 45                                                         | 3 ноября 1990                                              | Рим                                                        | СССР                                                       | 0:0                                                        | -                                                          | Отборочный матч к ЧЕ 1992                                  |
| 46                                                         | 22 декабря 1990                                            | Лимасол                                                    | Кипр                                                       | 4:0                                                        | -                                                          | Отборочный матч к ЧЕ 1992                                  |
| 47                                                         | 13 февраля 1991                                            | Терни                                                      | Бельгия                                                    | 0:0                                                        | -                                                          | Товарищеский матч                                          |
| 48                                                         | 1 мая 1991                                                 | Салерно                                                    | Венгрия                                                    | 3:1                                                        | 1                                                          | Отборочный матч к ЧЕ 1992                                  |
| 49                                                         | 5 июня 1991                                                | Осло                                                       | Норвегия                                                   | 1:2                                                        | 2                                                          | Отборочный матч к ЧЕ 1992                                  |
| 50                                                         | 12 июня 1991                                               | Мальмё                                                     | Дания                                                      | 2:0                                                        | -                                                          | Скания 100                                                 |
| 51                                                         | 16 июня 1991                                               | Стокгольм                                                  | СССР                                                       | 1:1                                                        | 1                                                          | Скания 100                                                 |
| 52                                                         | 25 сентября 1991                                           | София                                                      | Болгария                                                   | 1:2                                                        | 1                                                          | Товарищеский матч                                          |
| 53                                                         | 12 октября 1991                                            | Москва                                                     | СССР                                                       | 0:0                                                        | -                                                          | Отборочный матч к ЧЕ 1992                                  |
| 54                                                         | 21 декабря 1991                                            | Фоджа                                                      | Кипр                                                       | 2:0                                                        | -                                                          | Отборочный матч к ЧЕ 1992                                  |
| 55                                                         | 19 февраля 1992                                            | Чезена                                                     | Сан-Марино                                                 | 4:0                                                        | -                                                          | Товарищеский матч                                          |
| 56                                                         | 25 марта 1992                                              | Турин                                                      | Германия                                                   | 1:0                                                        | -                                                          | Товарищеский матч                                          |
| 57                                                         | 31 мая 1992                                                | Нью-Хейвен                                                 | Португалия                                                 | 0:0                                                        | -                                                          | Кубок США 1992                                             |
| 58                                                         | 4 июня 1992                                                | Бостон                                                     | Ирландия                                                   | 2:0                                                        | -                                                          | Кубок США 1992                                             |

Итого: 58 матчей / 21 пропущенный гол; 36 побед, 14 ничьих, 8 поражений.

### Игровая
| Клубные выступления Дзенги | Клубные выступления Дзенги | Клубные выступления Дзенги | Клубные выступления Дзенги | Клубные выступления Дзенги | Клубные выступления Дзенги | Клубные выступления Дзенги | Клубные выступления Дзенги | Клубные выступления Дзенги | Клубные выступления Дзенги | Клубные выступления Дзенги | Клубные выступления Дзенги | Клубные выступления Дзенги |
| Сезон                      | Клуб                       | Лига                       | Чемпионат                  | Чемпионат                  | Кубок                      | Кубок                      | Кубок УЕФА                 | Кубок УЕФА                 | Кубок чемпионов            | Кубок чемпионов            | Прочие турниры             | Прочие турниры             |
| Сезон                      | Клуб                       | Лига                       | Игры                       | Голы                       | Игры                       | Голы                       | Игры                       | Голы                       | Игры                       | Голы                       | Игры                       | Голы                       |
| -------------------------- | -------------------------- | -------------------------- | -------------------------- | -------------------------- | -------------------------- | -------------------------- | -------------------------- | -------------------------- | -------------------------- | -------------------------- | -------------------------- | -------------------------- |
| 1977/1978                  | Интер                      | Серия В                    | 0                          | 0                          | 0                          | 0                          |                            |                            |                            |                            |                            |                            |
| 1978/1979                  | Салернитана                | Серия С1                   | 3                          | -6                         |                            |                            |                            |                            |                            |                            |                            |                            |
| 1979/1980                  | Савона                     | Серия С2                   | 23                         | -19                        |                            |                            |                            |                            |                            |                            |                            |                            |
| 1980/1981                  | Самбенедеттезе             | Серия С1                   | 33                         | -19                        |                            |                            |                            |                            |                            |                            |                            |                            |
| 1981/1982                  | Самбенедеттезе             | Серия В                    | 34                         | -26                        | 3                          | -5                         |                            |                            |                            |                            |                            |                            |
| 1982/1983                  | Интер                      | Серия А                    | 0                          | 0                          | 5                          | -4                         | 0                          | 0                          |                            |                            |                            |                            |
| 1983/1984                  | Интер                      | Серия А                    | 30                         | -23                        | 5                          | -6                         | 6                          | -7                         |                            |                            |                            |                            |
| 1984/1985                  | Интер                      | Серия А                    | 25                         | -23                        | 10                         | -8                         | 8                          | -8                         |                            |                            |                            |                            |
| 1985/1986                  | Интер                      | Серия А                    | 30                         | -33                        | 4                          | -4                         | 10                         | -10                        |                            |                            |                            |                            |
| 1986/1987                  | Интер                      | Серия А                    | 29                         | -16                        | 9                          | -6                         | 8                          | -4                         |                            |                            |                            |                            |
| 1987/1988                  | Интер                      | Серия А                    | 26                         | -31                        | 11                         | -8                         | 6                          | -4                         |                            |                            |                            |                            |
| 1988/1989                  | Интер                      | Серия А                    | 33                         | -19                        | 5                          | -7                         | 5                          | -5                         |                            |                            |                            |                            |
| 1989/1990                  | Интер                      | Серия А                    | 31                         | -26                        | 5                          | -3                         |                            |                            | 2                          | -2                         | 1                          | 0                          |
| 1990/1991                  | Интер                      | Серия А                    | 32                         | -27                        | 4                          | -3                         | 12                         | -7                         |                            |                            |                            |                            |
| 1991/1992                  | Интер                      | Серия А                    | 31                         | -27                        | 6                          | -8                         | 2                          | -2                         |                            |                            |                            |                            |
| 1992/1993                  | Интер                      | Серия А                    | 29                         | -26                        | 5                          | -8                         | 0                          | 0                          |                            |                            |                            |                            |
| 1993/1994                  | Интер                      | Серия А                    | 32                         | -43                        | 5                          | -5                         | 12                         | -10                        |                            |                            |                            |                            |
| 1994/1995                  | Сампдория                  | Серия А                    | 34                         | -37                        | 4                          | -6                         |                            |                            |                            |                            |                            |                            |
| 1995/1996                  | Сампдория                  | Серия А                    | 7                          | -6                         | 0                          | 0                          |                            |                            |                            |                            |                            |                            |
| 1996/1997                  | Падова                     | Серия В                    | 21                         | -20                        | 1                          | -1                         |                            |                            |                            |                            |                            |                            |
| 1997                       | Нью-Инглэнд Революшн       | МЛС                        | 22                         | -28                        |                            |                            |                            |                            |                            |                            |                            |                            |
| 1999                       | Нью-Инглэнд Революшн       | МЛС                        | 25                         | -45                        |                            |                            |                            |                            |                            |                            |                            |                            |
| 1977—1999                  | Всего                      |                            | 446                        | -500                       | 82                         | -82                        | 69                         | -57                        | 2                          | -2                         | 1                          | 0                          |

### Тренерская
| Тренерские выступления Дзенги | Тренерские выступления Дзенги | Тренерские выступления Дзенги | Тренерские выступления Дзенги | Тренерские выступления Дзенги | Тренерские выступления Дзенги | Тренерские выступления Дзенги | Тренерские выступления Дзенги |
| Сезон                         | Клуб                          | Лига                          | Место                         | Матчи                         | Победы                        | Ничьи                         | Поражения                     |
| ----------------------------- | ----------------------------- | ----------------------------- | ----------------------------- | ----------------------------- | ----------------------------- | ----------------------------- | ----------------------------- |
| 1998                          | Нью-Инглэнд Революшн          | МЛС                           | 6                             | 6                             | 3                             | 0                             | 3                             |
| 1999                          | Нью-Инглэнд Революшн          | МЛС                           | 5                             | 32                            | 12                            | 0                             | 20                            |
| 2000/2001                     | Брера                         | Серия D                       | 18                            | 9                             | 1                             | 5                             | 3                             |
| 2002/2003                     | Национал (Бухарест)           | Лига I                        | 8                             | 30                            | 12                            | 7                             | 11                            |
| 2004/2005                     | Стяуа                         | Лига I                        | 1                             | 27                            | 16                            | 6                             | 5                             |
| 2005/2006                     | Црвена звезда                 | Прва Лига                     | 1                             | 30                            | 25                            | 3                             | 2                             |
| 2006/07                       | Газиантепспор                 | Супер-лига                    | 12                            | 17                            | 5                             | 5                             | 7                             |
| 2007                          | Аль-Айн                       | ОАЭ                           | 9                             | 13                            | 6                             | 4                             | 3                             |
| 2007/2008                     | Динамо (Бухарест)             | Лига I                        | 7                             | 11                            | 5                             | 4                             | 2                             |
| 2007/2008                     | Катания                       | Серия А                       | 17                            | 7                             | 2                             | 2                             | 3                             |
| 2008/2009                     | Катания                       | Серия А                       | 15                            | 38                            | 12                            | 7                             | 19                            |
| 2009/2010                     | Палермо                       | Серия А                       | 12                            | 13                            | 4                             | 5                             | 4                             |
| 2010                          | Аль-Наср                      | Премьер-лига                  | ?                             | ?                             | ?                             | ?                             | ?                             |